# Felsrelief von Hatip
Koordinaten: 37° 45′ 52,5″ N, 32° 24′ 7,5″ O
Das Felsrelief von Hatip ist ein hethitisches Relief aus der Zeit des Großreichs der Hethiter in der Zentraltürkei. Es zeigt eine männliche Figur und eine Beischrift in luwischen Hieroglyphen.

## Lage
Westlich des Weilers Hatip im Stadtbezirk Meram der Provinzhauptstadt Konya zieht sich eine lange Felsbarriere von Norden nach Süden. Am Westrand des Dorfes bildet sie einen Halbkreis, etwa in dessen Mitte entspringen an ihrem Fuß mehrere Bäche. In der dort 15–20 Meter hohen Steilwand liegt in etwa fünf Meter Höhe das Relief. Vor der Felswand sind in den 1990er Jahren Forellenzuchtteiche und eine Gaststätte gebaut worden. Von deren Gelände aus ist das Felsrelief zwischen Bäumen zu sehen.

## Forschungsgeschichte
Im Zuge der Errichtung der Betonbecken für die Fischzucht wurde um 1990 das Vorfeld der Steilwand von Vegetation befreit. 1993 entdeckte dann Osman Ermişler, Assistent im Museum von Konya, das Monument, worauf eine kurze Nachricht in einer lokalen Zeitung erschien. Im folgenden Jahr untersuchte der türkische Althistoriker Hasan Bahar von der Selçuk Üniversitesi in Konya den Ort. Er veröffentlichte 1996 den ersten Bericht darüber. Für die Lesung der Inschrift wurden die Hethitologen Ali M. Dinçol und Belkis Dinçol von der Universität Istanbul hinzugezogen, die ebenfalls verschiedene Aufsätze zum Relief und dem Hieroglyphentext publizierten. 2005 veröffentlichte der deutsche Architekt Horst Ehringhaus eine ausführliche Beschreibung mit Photos in seinem Buch zu hethitischen Felsreliefs.

## Beschreibung

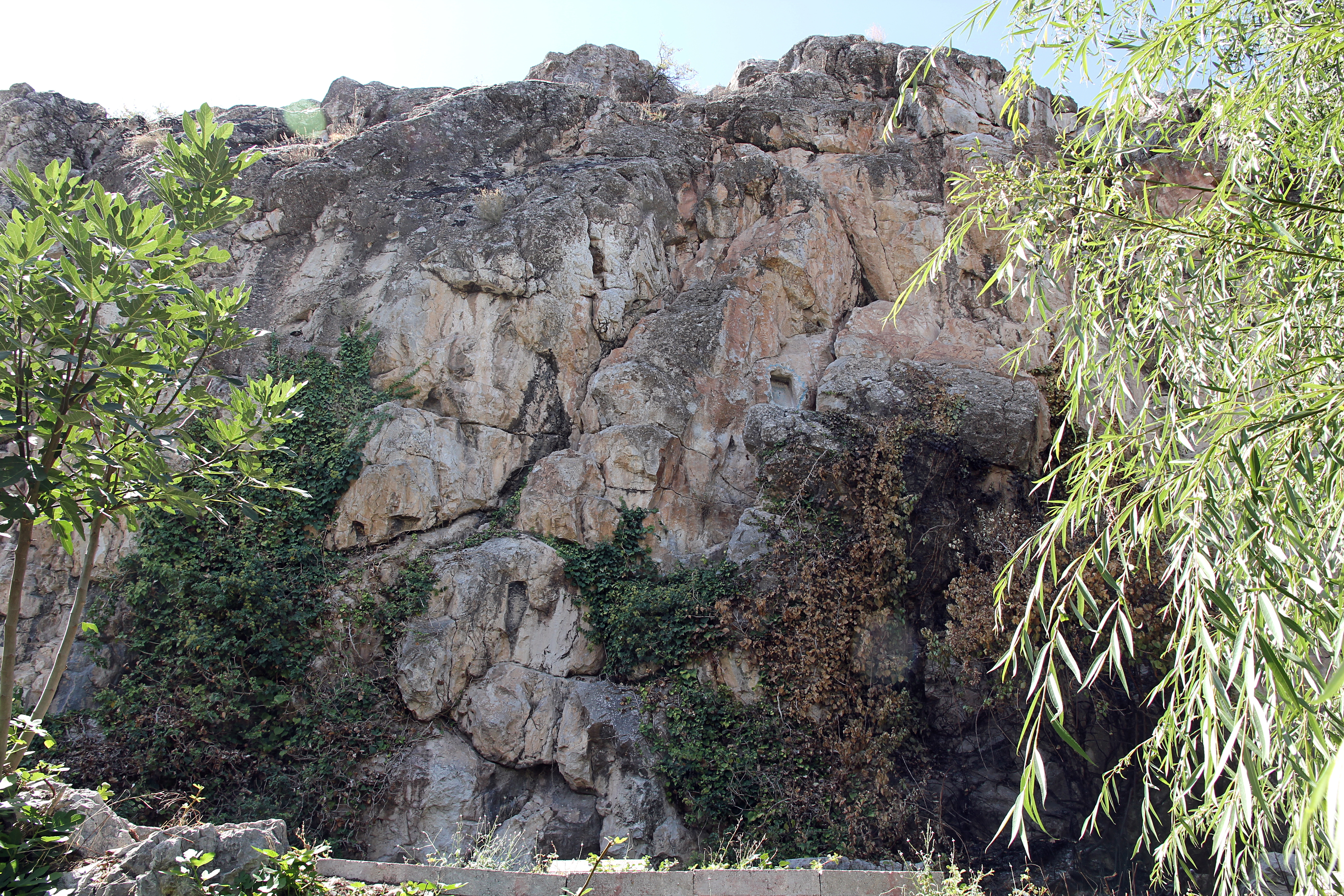
Lage am Steilhang

In einer Höhe von fünf Metern über dem Boden liegt die grob geglättete, nach Osten gerichtete Fläche von etwa fünf Meter Breite und zwei Meter Höhe. Die rechte Seite trägt das Relief, die linke den Text. Da die Fläche durch einige Risse im Felsen unterbrochen ist und außerdem einen leichten Knick aufweist, ist das Bild nur bei sehr günstiger Beleuchtung zu erkennen. Die rechte Seite zeigt eine männliche, nach rechts gewandte Figur in Lebensgröße. Sie trägt die von vielen Abbildungen bekannte Kriegerbekleidung mit kurzem Rock und Schnabelschuhen, auf dem Kopf einen Spitzhut mit zwei kaum zu erkennenden Hörnern vorn. Vom Gesicht ist vor allem das Ohr mit dem großen Ohrring gut zu erkennen, dahinter das herabhängende Haar. Die Gestalt ist mit einem Schwert – ungewöhnlicherweise an der rechten Körperseite – bewaffnet, die vorgestreckte linke Hand hält eine bis zum Boden reichende Lanze, die rechte den über der Schulter hängenden Bogen.
Im linken Teil ist die von rechts nach links zu lesende Beischrift zum Relief zu sehen. Sie bezeichnet den Dargestellten als Kurunta, Großkönig, [Held], des Muwatalli, des Großkönigs, des Helden Sohn. Kurunta war einer der Söhne des Großkönigs Muwatalli II. Nach dessen Tod wurde zunächst sein Sohn Urḫi-Teššup unter dem Thronnamen Muršili III. sein Nachfolger, bis er durch Ḫattušili III., einen Bruder Muwatallis, abgesetzt wurde. Dieser setzte Kurunta, einen jüngeren Bruder Urḫi-Teššups, als König der Region Tarḫuntašša im Süden Anatoliens ein. Ḫattušilis Sohn und Nachfolger Tudḫaliya IV. schloss mit Kurunta einen Staatsvertrag, der diesem die Herrschaft über Tarḫuntašša zusicherte. Eine Keilschrift-Ausführung dieses Vertrags ist auf in Ḫattuša, der Hauptstadt des Hethiterreiches, gefundenen Bronzetafeln erhalten. In der späteren Regierungszeit Tudḫaliyas oder dessen Nachfolgers Arnuwanda III. riss Kurunta für kurze Zeit die Herrschaft in Ḫattuša an sich, weshalb er in dem besprochenen Relief als Großkönig tituliert wird, ein Titel der nur dem Herrscher des hethitischen Reichs zustand. Das Relief markiert die Grenze zwischen dem hethitischen Kernland und Tarḫuntašša.
Bei der Volute des Großkönigszeichens  beim Namen Kuruntas, die die Bedeutung MAGNUS (groß) hat, erkennt Ehringhaus Spuren von absichtlicher Beschädigung. Er sieht darin Parallelen zu dem ausradierten zweiten Relief am Sirkeli Höyük, das möglicherweise ebenfalls Kurunta zeigte. Ali M. Dinçol vertritt die Meinung, dass dieses und ähnliche Kriegerreliefs nicht den Herrscher zeigen, der in der Beischrift genannt ist, sondern eine Gottheit in apotropäischer, also unheilabwehrender Funktion. Da allerdings die apotropäische Figur sich hier dem zu beschützenden Land zuwendet, wird die Deutung als unwahrscheinlich meist abgelehnt.